# ISport International
iSport International foi uma equipe britânica de automobilismo que participou da GP2 Series de 2005, ano inaugural desta competição, até 2012.
Para a temporada 2005 os pilotos foram Scott Speed e Can Artam que somaram 69.5 pontos para a equipe, deixando a iSport International em quarto lugar de construtores, tendo nenhuma vitória e uma pole position. Na temporada seguinte a equipe contou com os pilotos Ernesto Viso e Tristan Gommendy este último substituído por Timo Glock na metade da temporada, Viso e Glock conseguiram duas vitorias cada um para a equipe, deixando a escuderia no terceiro lugar de construtores.
No inicio de 2007 confirmada a permanência de Timo Glock na equipe agora acompanhado de Andreas Zuber para a temporada 2007